# Малайсько-полінезійські мови
Малайсько-полінезійські мови — підгрупа австронезійських мов, якими розмовляє приблизно 351 млн людей. Здебільшого це мови населення островів Південно-східної Азії та Тихого океану, а також, частини континентальної Азії. До цієї підгрупи належить також малагасійська мова, якою спілкуються на Мадагаскарі.
Характерною особливістю маласько-полінезійських мов є використання повторення для передавання множини, уникання кластерів приголосних, відносна мала кількість голосних звуків.
Філіппінськими мовами, які належать до цієї підгрупи розмовляє приблизно 90 млн людей, малагасійською — 20 млн, сунда-сулавеськими (куди входять малайська, індонезійська, яванська, ачехська, банджарська та інші) — 230 млн. Крім того до групи входять мікронезійські та полінезійські мови.

## Список
- Абай-сунгайська мова